# Station Andrychów
Station Andrychów is een spoorwegstation in de Poolse plaats Andrychów.